# Super League 2023-2024 (Zambia)
La Super League 2023-2024, nota anche come MTN Super League 2023-2024 per motivi di sponsorizzazione, è stata la sessantatreesima edizione della massima divisione del campionato zambiano di calcio. Il campionato è iniziato il 19 agosto 2023 ed è terminato il 1º giugno 2024.
Il Power Dynamos è la squadra campione in carica. Il campionato è stato vinto dal Red Arrows, al suo quarto titolo nazionale.

## Stagione

### Novità
Al termine della scorsa stagione sono state inizialmente retrocesse in Division 1 le ultime quattro classificate: Nchanga Rangers, Lumwana Radiants, Chambishi e Buildcon. Al loro posto, dalla Division 1 sono state promosse Konkola Blades, Mufulira Wanderers, Mutondo Stars e Trident.

### Formula
Le 18 squadre partecipanti giocano un girone all'italiana con partite di andata e ritorno, per un totale di 34 giornate. Al termine della stagione, la prima classificata è campione dello Zambia e si qualifica per la CAF Champions League 2024-2025, mentre la seconda si qualifica per la Coppa della Confederazione CAF 2024-2025. Le ultime quattro classificate sono invece retrocesse in Division 1.

## Squadre partecipanti
| Squadra            | Città         | Stagione precedente   |
| ------------------ | ------------- | --------------------- |
| Forest Rangers     | Ndola         | 8° in Super League    |
| Green Buffaloes    | Lusaka        | 4° in Super League    |
| Green Eagles       | Kabwe         | 7° in Super League    |
| Kabwe Warriors     | Kabwe         | 11° in Super League   |
| Kansanshi Dynamos  | Solwezi       | 10° in Super League   |
| Konkola Blades     | Chililabombwe | Division 1            |
| Maestro United     | Mazabuka      | 2° in Super League    |
| Mufulira Wanderers | Mufulira      | Division 1            |
| Mutondo Stars      | Ndola         | Division 1            |
| NAPSA Stars        | Lusaka        | 5° in Super League    |
| Nkana              | Kitwe         | 9° in Super League    |
| Nkwazi             | Lusaka        | 14° in Super League   |
| Power Dynamos      | Kitwe         | Campione dello Zambia |
| Prison Leopards    | Kabwe         | 12° in Super League   |
| Red Arrows         | Lusaka        | 6° in Super League    |
| Trident            | Kalumbila     | Division 1            |
| Zanaco             | Lusaka        | 13° in Super League   |
| ZESCO Utd          | Ndola         | 3° in Super League    |

## Classifica
|                   | Pos. | Squadra            | Pt | G  | V  | N  | P  | GF | GS | DR  |
| ----------------- | ---- | ------------------ | -- | -- | -- | -- | -- | -- | -- | --- |
| Zambia (bandiera) | 1.   | Red Arrows         | 71 | 34 | 21 | 8  | 5  | 45 | 16 | +29 |
|                   | 2.   | ZESCO Utd          | 59 | 34 | 15 | 14 | 5  | 46 | 30 | +16 |
|                   | 3.   | Power Dynamos      | 56 | 34 | 14 | 14 | 6  | 43 | 24 | +19 |
|                   | 4.   | Maestro United     | 53 | 34 | 14 | 11 | 9  | 38 | 30 | +8  |
|                   | 5.   | Kabwe Warriors     | 52 | 34 | 14 | 10 | 10 | 33 | 26 | +7  |
|                   | 6.   | Nkwazi             | 52 | 34 | 14 | 10 | 10 | 33 | 35 | -2  |
|                   | 7.   | Mufulira Wanderers | 43 | 34 | 11 | 10 | 13 | 32 | 32 | 0   |
|                   | 8.   | Zanaco             | 43 | 34 | 9  | 16 | 9  | 27 | 30 | -3  |
|                   | 9.   | Nkana              | 43 | 34 | 11 | 10 | 13 | 24 | 30 | -6  |
|                   | 10.  | Forest Rangers     | 42 | 34 | 9  | 15 | 10 | 33 | 34 | -1  |
|                   | 11.  | Green Buffaloes    | 42 | 34 | 10 | 12 | 12 | 31 | 35 | -4  |
|                   | 12.  | Green Eagles       | 42 | 34 | 11 | 9  | 14 | 35 | 41 | -6  |
|                   | 13.  | Mutondo Stars      | 40 | 34 | 11 | 7  | 16 | 30 | 33 | -3  |
|                   | 14.  | NAPSA Stars        | 40 | 34 | 9  | 13 | 12 | 26 | 30 | -4  |
|                   | 15.  | Konkola Blades     | 39 | 34 | 8  | 15 | 11 | 23 | 31 | -8  |
|                   | 16.  | Prison Leopards    | 35 | 34 | 8  | 11 | 15 | 26 | 37 | -11 |
|                   | 17.  | Kansanshi Dynamos  | 35 | 34 | 8  | 11 | 15 | 23 | 36 | -13 |
|                   | 18.  | Trident            | 26 | 34 | 4  | 14 | 16 | 26 | 44 | -18 |

Legenda
      Campione dello Zambia e ammessa alla CAF Champions League 2024-2025.
      Campione dello Zambia e ammessa alla Coppa della Confederazione CAF 2024-2025.
      Retrocessa in Division 1 2024-2025.
Note:
Tre punti a vittoria, uno a pareggio, zero a sconfitta.